# Tronie

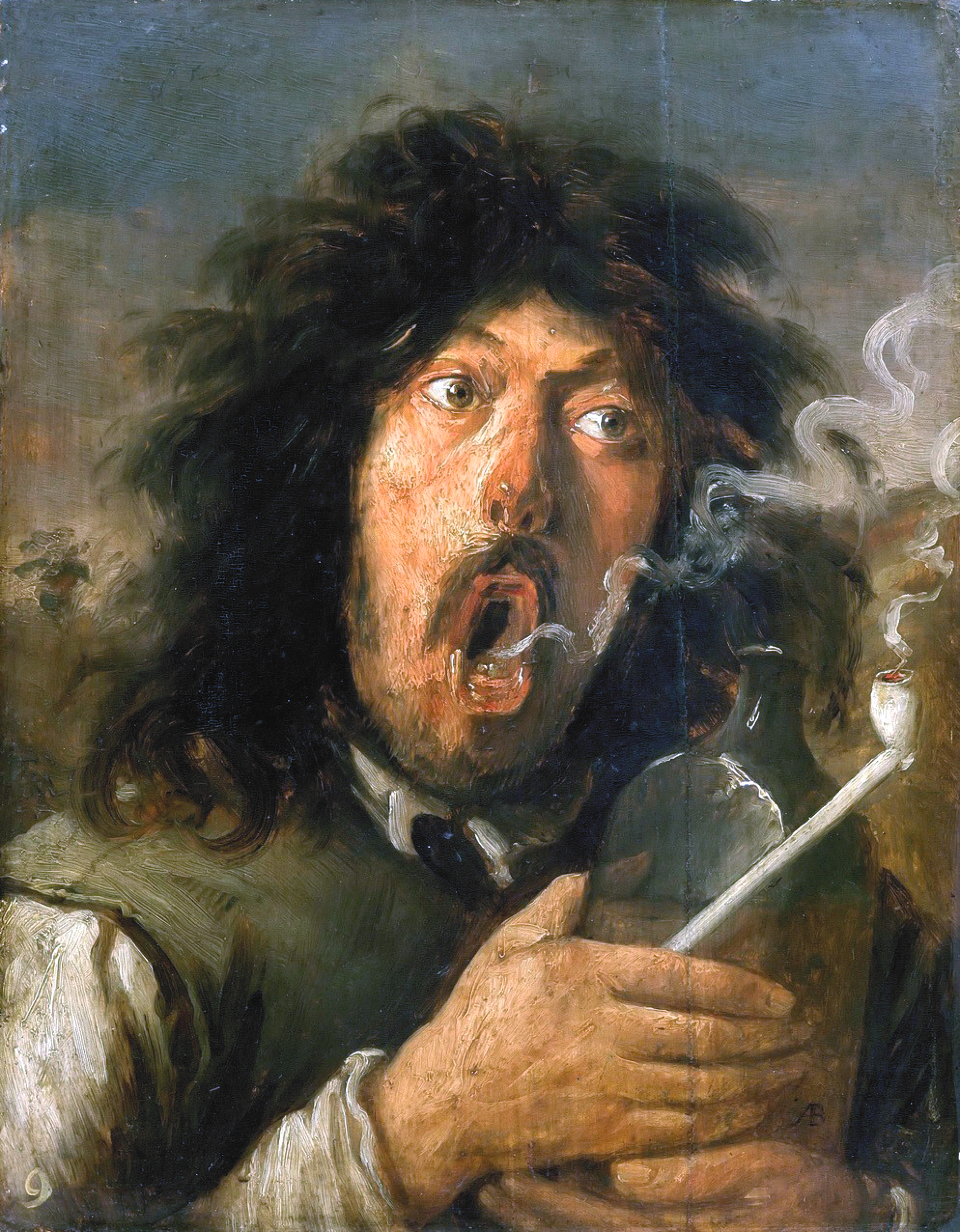
Joos van Craesbeeck - O Fumante

Tronie é um tipo de obra comum na pintura holandesa da Idade de Ouro e na pintura barroca flamenga que retrata uma expressão facial exagerada ou característica. Estas obras não se destinavam a retratos ou caricaturas, mas como estudos de expressão, tipo, fisionomia ou uma personagem interessante, como um homem ou uma mulher velhos, uma jovem, o soldado, a pastora, o "oriental" ou uma pessoa de uma raça particular.
O principal objetivo dos artistas que criaram tronies era conseguir uma representação realista das figuras e mostrar suas habilidades ilusionistas através do uso livre de cores, fortes contrastes de luz ou um esquema de cores peculiar. Os tronies transmitiam diferentes significados e valores para seus espectadores. Incorporava noções abstratas como transitoriedade, juventude e velhice, mas também podiam funcionar como exemplos positivos ou negativos de qualidades humanas, como sabedoria, força, piedade, loucura ou impulsividade. Estas obras foram muito populares na Holanda e Flandres e foram produzidas como obras independentes para o mercado livre.